# ヤン・グリフィエール
ヤン・グリフィエール（Jan Griffier、1652年ころ - 1718年）は、オランダ生まれの画家、版画家である。風景画などを描いた。1660年代半ば以降はロンドンで働き、人気になった。同名の画家になった息子のヤン・グリフィエール2世（Jan Griffier II: 1688-c.1750）と区別するためにヤン・グリフィエール1世とも呼ばれる。

## 略歴
ヤン・グリフィエールの生涯については18世紀初めに画家の伝記を出版したアルノルト・ホウブラーケン(1660–1719)の著書からの情報によっている 
。アムステルダムで生まれ、大工や陶器の絵付け師の見習いをした後、風景画家、ローラント・ロフマン（Roelant Roghman: 1627-1692）から学んだとされる。レンブラント(1606-1669)やヤーコプ・ファン・ロイスダール(c.1628-1682)、ヨハネス・リンゲルバッハ(1622-1674)といった画家の作品からも学んだ。イギリスで働いていたアムステルダム出身の風景画家のヤン・ローテン（Jan Looten: 1617/1618–c.1681）のもとで働くためにロンドンに移った 。ロンドンに移った時期は定かでないがグリフィエールは1666年のロンドン大火を描いた作品を残し、この作品は版画にされて出版された。
ロンドンで人気を得て、ロンドンで結婚した。オランダやイタリアの巨匠の作品の模写もした。経済的に成功し邸を建てヨットを購入し、テムズ川をヨットで航海した後、1695 年にオランダにヨットで戻ろうとし、フリース川の河口で座礁し、家族ととも救出されたが財産のほぼすべてが失った。その後ロッテルダムなどで働き、再び船を購入し、オランダ各地を旅しながら働いた。10年ほどオランダで働いた後、再びイギリスで働き、1718年にロンドンで没した。
息子ののロベルト・グリフィエール（Robert Griffier: c.1675-c.1736）とヤン・グリフィエール2世も画家になりイギリスで働いた。

## 作品

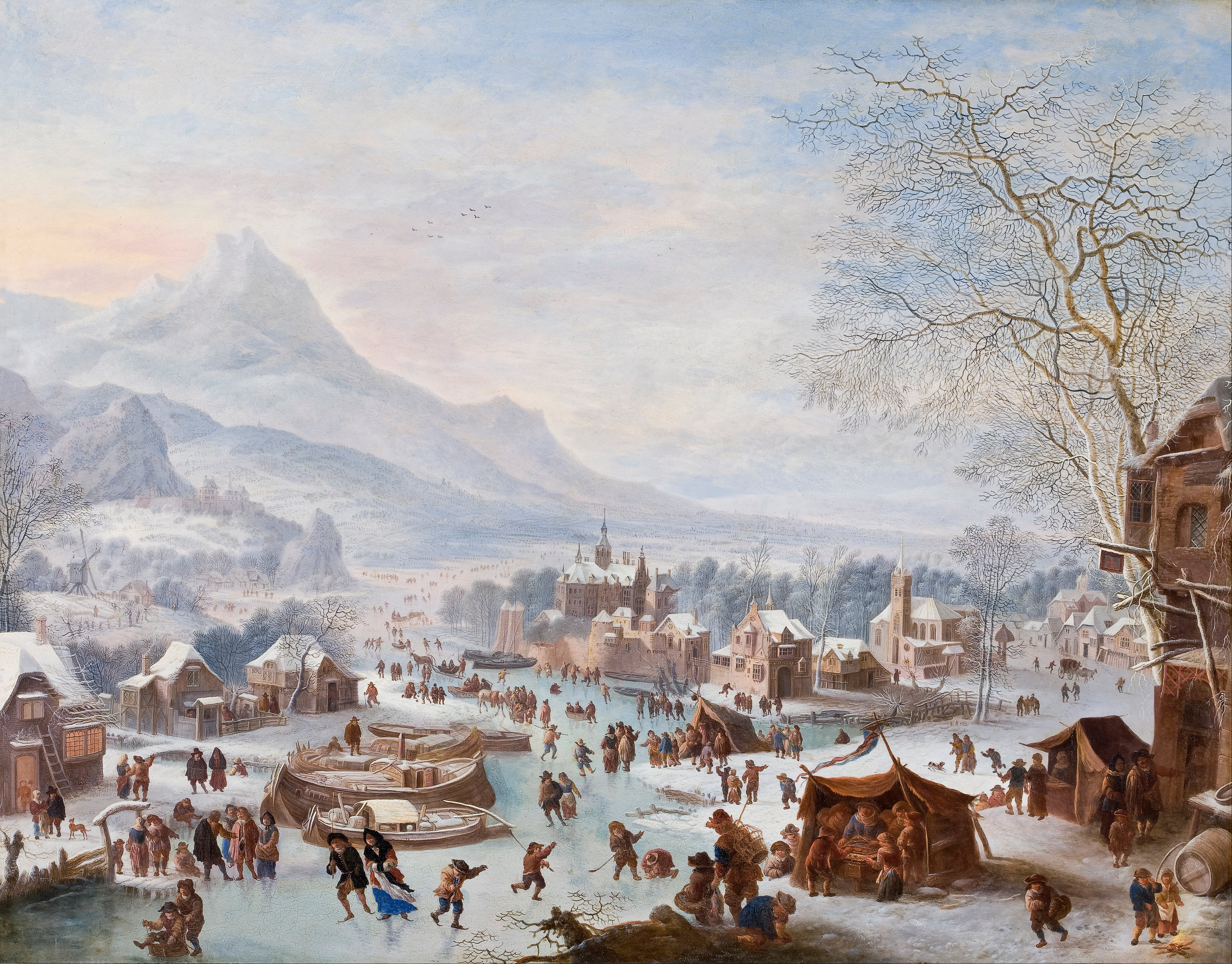
スケーターのいる冬の風景 (c.1700) Hallwyl Museum
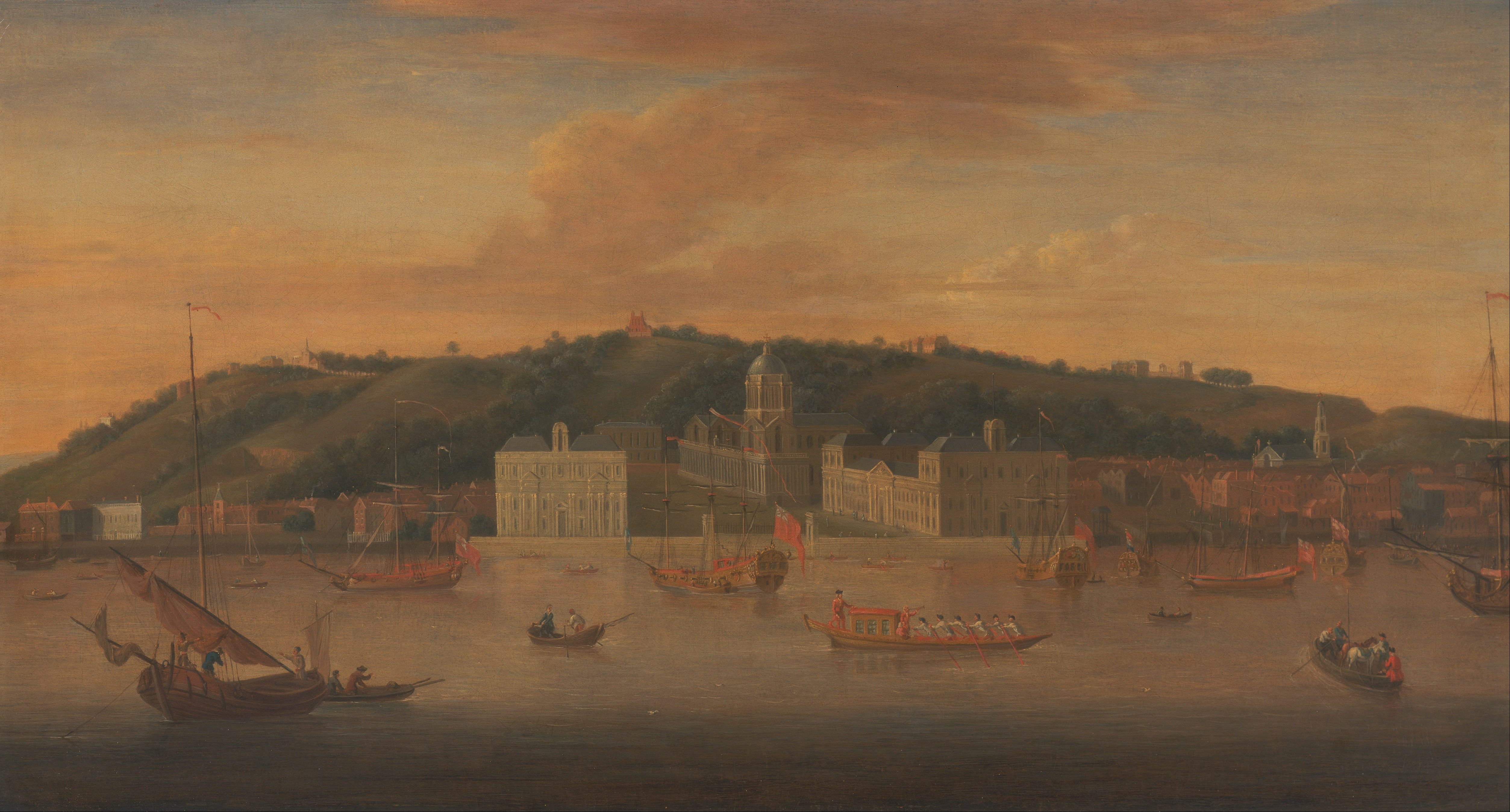
川から見たグリニッジの風景(1700/1710) Yale Center for British Art
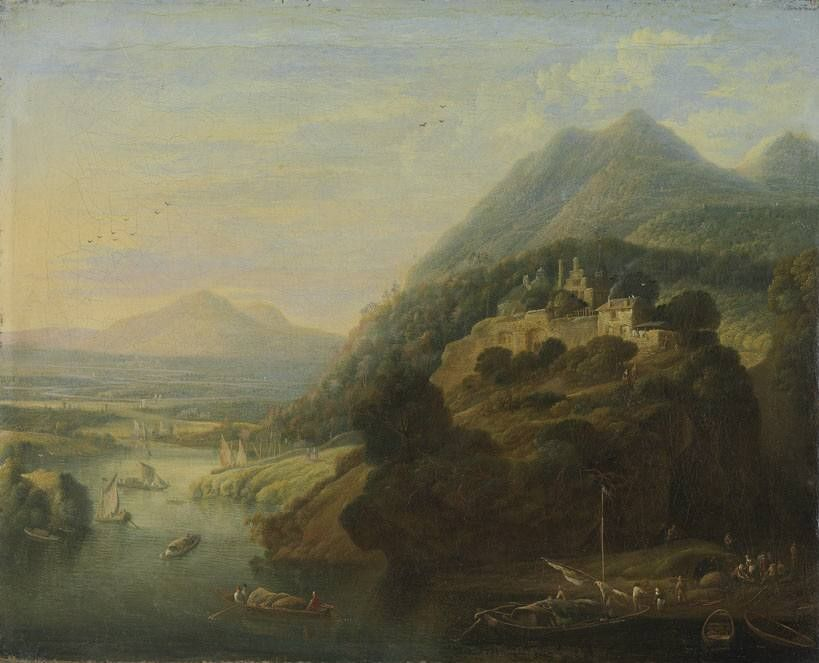
川の風景 アルテ・ピナコテーク